# جدل بيزنطي

الجدل البيزنطي هو نقاش لا طائل تحته، يتناقش فيه طرفان دون أن يقنع أحدهما الآخر، ودون أن يتنازل كلاهما عن وجهة نظره، مما قد يؤدي إلى اختلال في التوازن الفكري لدى أحد الطرفين، أو ربما كليهما. يُنسب هذا الجدل إلى بيزنطة ـ عاصمة الإمبراطورية البيزنطية ـ التي عُرفت أيضًا بالقسطنطينية.

## سبب التسمية
يُرجع البعض أصول هذا التعبير إلى القرن السابع الميلادي، عندما شُغف مواطنو الإمبراطورية البيزنطية بالجدل اللاهوتي، ودرج البيزنطيون في مجالسهم على الجدل حول الثالوث وطبيعة الأب والابن، وكانت هذه الجدليات تلهب الأجواء بين البيزنطيين بمختلف طبقاتهم الاجتماعية والفكرية، كما كانت تهز كنائس الشرق بأكملها، مما أدى بالإمبراطور قسطنطين الثاني ـ في محاولة لإخماد ذلك الجدل ـ إلى إصدار مرسوم إمبراطوري عام 648 م بحظر مناقشة «ما إذا كان المسيح ذا طبيعة واحدة أو طبيعتين، وأي مسائل أخرى مماثلة»، وفرض المرسوم عقوبات متنوعة على من يخالفه، وصلت إلى طرد الرهبان والقساوسة من الكنيسة، وفصل موظفي الدولة عن وظائفهم، ومصادرة الأملاك، والعقاب البدني، غير أن ذلك لم يُجدِ نفعًا، واستمر الجدل الديني في الإمبراطورية البيزنطية حتى القرن الخامس عشر.
في القرن الخامس عشر الميلادي، وعندما حاصر السلطان العثماني محمد الثاني (محمد الفاتح) القسطنطينية، وبينما كان مصير الإمبراطورية بأكملها على المحك، كان مجلس شيوخ المدينة مشغولًا بمناقشة أمور فقهية ولاهوتية لا طائل تحتها، مثل جنس الملائكة (أهم من الذكور أم من الإناث)، وحجم إبليس (هل هو كبير بحيث لا يسعه أي مكان، أم صغير بحيث يمكنه العبور من ثقب إبرة)، وبينما كان الجدل محتدمًا في قاعة مجلس الشيوخ ـ رغم محاولات الإمبراطور قسطنطين الحادي عشر لصرفهم عن الجدل العقيم من أجل مواجهة الغزاة ـ كان القتال يدور في شوارع بيزنطة بعد أن تمكن جنود محمد الثاني من اقتحام أسوارها، وأخيرًا استطاع العثمانيون السيطرة على المدينة، وقضى الإمبراطور نحبه على أسوارها، ولقب السلطان العثماني بالفاتح.

## وصلات خارجية ومصادر
- Bury, John B., A history of the later Roman empire from Arcadius to Irene, Volume 2 (2005)
- (بالإسبانية) Expresiones: Discusiones bizantinas